# Joe Duplantier
Joseph Andrew Duplantier (* 19. října 1976 Paříž) je francouzsko-americký hudebník, nejvíce známý jako rytmický kytarista a zpěvák francouzské metalové kapely Gojira. Také je bývalý basák kapely Cavalera Conspiracy, do které byl pozván Maxem Cavalerou.

## Kariéra
Na střední škole vytvořil Duplantier svou první kapelu s názvem Eclipse.
V roce 1993, ve svých 17 letech vytvořil svou druhou kapelu P4, ve které si již vybudoval určitou reputaci jako hudební skladatel.
Joe a jeho bratr Mario Duplantier napsali svůj první singl ''Victim'' v roce 1996. Jejich Kapela se jmenovala Godzilla byla později přejmenována na Gojira a v roce 2001 vydala své první studiové album Terra Incognita.
Duplantierovy největší vlivy byly kapely jako Death, Metallica, Morbid Angel, Sepultura a Slayer.
Také působil se svým bratrem Mariem v kapele Empalot, která koncertovala v letech 1999–2004.
Max Cavalera a Igor Cavalera žádali basáka kapely Gojira Jeana-Michaela Labadieho, aby působil v jejich kapele Cavalera Conspiracy. Labadie byl ale zaneprázdněn svými hlavními prioritami, včetně Gojiry. Místo něj se na místo basáka dostal Joe. Vzhledem k tomu, že Gojira byla jeho hlavní priorita, s Cavalera Conspiracy nejel na jedinou tour A v roce 2008 byl nahrazen Johnym Chowem. Duplantier se objevil jen na prvním albu kapely Inflikted.
Duplantier vlastní své nahrávací studio Silver Cord Studio, studio v New Yorku, které sám postavil.
Duplantier také občasně hraje na bicí během koncertů, kdy si se svým bratrem Mariem vymění role.